# 汉斯·爱因斯坦
漢斯·阿爾伯特·愛因斯坦（1904年5月14日—1973年7月26日），美籍瑞士裔工程師及教育家、泥沙運動力學理論始創者，著名理论物理学家阿爾伯特·愛因斯坦與塞爾維亞數學家米列娃·馬利奇之長子。漢斯·愛因斯坦生前长期担任美国加州大学伯克利分校水利工程学教授，提出了床沙質和沖瀉質的概念，並根據河流實測資料得到了確定沙波阻力的計算方法。
漢斯·愛因斯坦是水利工程学方面的权威学者之一，为纪念他的杰出成就，1988年美國土木工程協會（ASCE）特别设立每年一度的“漢斯·阿尔伯特·愛因斯坦獎（Hans Albert Einstein Award）”，以獎勵在侵蝕控制、泥沙以及水道開發等方面有突出貢獻的學者。

## 早年生活
漢斯·阿爾伯特·愛因斯坦（Hans Albert Einstein）1904年5月14日，出生於瑞士伯爾尼。 其父（阿爾伯特·愛因斯坦）當時在瑞士專利局任職文員，而从1914年则一直待在德国柏林、與其母亲（米列娃·馬利奇）分居五年後在1919年離婚。
漢斯跟隨了其父母的道路，入讀位於瑞士蘇黎世的瑞士聯邦理工學院 (ETH)。他隨後在1926年獲得土木工程文憑，在1926年之1930年間任多蒙特某橋梁項目的結構工程師。1936年，他从该校獲得科技博士學位，其博士論文奠定了泥沙運動力學的基礎。

## 学术研究

### 学术生涯
1933年，父親阿爾伯特·愛因斯坦就離開了德國，以躲避納粹對猶太人的種族清洗。漢斯聽從父親的建議，於1938年從瑞士移居到美國南卡羅來納州格林維爾。他在1938年至1943年間於美國農業部任職，研究泥沙運動，隨後於1943年他開始在加州理工學院繼續為美國農業部工作。
1947年，漢斯到加州大學柏克萊分校任職水利工程副教授，後來升為全職教授并在该校荣退。由於漢斯在水利工程領域的權威地位，他經常在世界各地參與水利工程會議。其主要著作有《明渠水流的挾沙能力》，主要論文有《粗糙邊壁上的水動力》、《水流綜合阻力》、《河道阻力》、《沖瀉質輸沙率能否以床沙質函數估算》、《高度不均勻沙的輸送》和《光滑邊壁上的層流附面層》等。
中國水利泥沙專家錢寧師從漢斯，兩者協作提出的動床泥沙模擬試驗方法被稱作「愛因斯坦—錢寧方法」。

### 荣誉奖项
- 1953年，获得著名的Guggenheim Fellowship。
- 他在1959年和1960年先後獲美國土木工程师協會（英语：American Society of Civil Engineers）（ASCE）頒授水力學研究獎和史蒂文斯獎（最佳討論獎）。
- 1972年，為紀念他於水利工程領域的貢獻，其門生出版Sedimentation: Symposium to Honor Professor H.A. Einstein。
- 1988年，美國土木工程师協會（英语：American Society of Civil Engineers）設立“漢斯·阿尔伯特·愛因斯坦獎（Hans Albert Einstein Award）”，獎勵在侵蝕控制、泥沙以及水道開發等方面有突出貢獻的學者。[4][5]

## 个人生活

### 父母兄弟
愛因斯坦父子在書信時，父亲阿爾伯特·愛因斯坦會以家族對漢斯的慣用暱稱"Hadi"或"Adi"稱呼之，而漢斯則稱其父作"Vadi"或"Papa"。
漢斯·愛因斯坦的弟弟愛德華·愛因斯坦（Eduard Einstein）於1910年出生並於1965年去世，其姊麗瑟爾·愛因斯坦（Lieserl Einstein）則下落不明，大概是1902年出生不久后夭折或被收养。

### 妻子儿女
1927年，漢斯娶弗里達‧克內希特（Frieda Knecht）為妻。但諷刺的是，父亲卻因為與（母亲）米列娃的婚姻挫敗非常反對漢斯與弗里達的婚事。1958年，弗里達 ‧克內希特去世，漢斯之後與第二任太太伊麗莎白‧羅伯茲結婚。 1973年，漢斯·愛因斯坦在馬薩諸塞州伍茲霍爾的一個研討會因突發心衰竭，搶救無效離世。
漢斯和弗里達共育有四名子女 ：
- 伯恩哈德·凯撒·爱因斯坦（1930年－2008年），曾就读于加州大学伯克利分校、毕业于苏黎世联邦理工学院，工程師；[2][12]
- 克勞斯·愛因斯坦  （Klaus Martin Einstein，1932年－1939年），不幸死於白喉；[2][12]
- 大卫·愛因斯坦（David Einstein，1939年10月-11月），出生一个月便夭折；[2][12]
- 艾弗琳·爱因斯坦（1941年－2011年），她是在其出生不久後由漢斯和他的第一任太太弗里達領養，毕业于加州大学伯克利分校（文学硕士）。[2][12][13][14]

### 轶事
漢斯·愛因斯坦樂於享受生活。他是一個狂熱的水手，經常帶同事和家人在舊金山灣區遊覽。他亦喜愛音樂，懂得演奏長笛和鋼琴。

## 外部連結
- Biography from Water Resources Center Archives, University of California, Berkeley （英文）
- Biography from einstein-website.de （页面存档备份，存于） （英文）
- 清华教授王兆印获2011年度汉斯·爱因斯坦奖 （页面存档备份，存于） （简体中文）